# Сапонов, Михаил Александрович
Михаил Александрович Сапонов (род. 2 апреля 1946) — советский, российский историк музыки (музыковед), текстолог, поэт-переводчик, педагог, доктор искусствоведения, профессор Московской государственной консерватории имени П. И. Чайковского, заведующий кафедрой истории зарубежной музыки, заведующий Научно-исследовательским центром методологии исторического музыкознания Московской консерватории.

## Биография
Родился 2 апреля 1946 года в городе Щёлково Московской области. В школе № 12 учился музыке у известного педагога Виктора Чепурова, в возрасте 11 лет исполнил партию Совы в детской опере «Гуси-лебеди». В 1968 году окончил Музыкальное училище имени Гнесиных. В 1973 году окончил теоретико-композиторский факультет Московской консерватории (класс Ю. Н. Холопова).
Проявлял интерес к русской музыке XX века, творчеству композиторов Латинской Америки, к средневековой и современной музыке Европы. В 1976 году окончил аспирантуру по специальности «история зарубежной музыки» (научный руководитель Т. Э. Цытович). В 1978 году защитил кандидатскую диссертацию на тему «Музыкальная культура Кубы. К проблеме народных традиций в профессиональном композиторском творчестве».
С 1976 года преподаёт на кафедре истории зарубежной музыки. С 1985 года — доцент, с 1993 года — профессор. В 1990 году стал заведующим кафедрой. В 1992 году защитил докторскую диссертацию на тему «Музыкальное искусство европейских менестрелей», которая через 4 года была издана как книга «Менестрели». В 1992—2002 годах возглавлял студенческий творческий центр «Коллегия старинной музыки». С начала 1990-х годов активно читал лекции за рубежом, занимался исследовательской работой в Германии и Швейцарии. С 1995 года — член Объединения музыковедов Центральной и Восточной Европы.

## Сочинения
- Сапонов М. Менестрели. Книга о музыке средневековой Европы. — М.: Классика-XXI, 2004.